# Shota Nonikashvili
Shota Nonikashvili (en georgià: შოთა ნონიკაშვილი; nascut a Tbilisi el 10 de gener de 2001) és un futbolista georgià que juga com a migcampista al LNZ Cherkasy de la Premier League d'Ucraïna i a la selecció de futbol de Geòrgia.

## Trajectòria

### Geòrgia
Nonikasfhvili va debutar a l'Erovnuli Liga amb el FC Saburtalo el 13 de setembre de 2020 en un partit contra el Merani Tbilisi substituint Alvin Terra. El partit va acabar zero a zero. Va marcar el seu primer gol el 14 de març de 2021 en un partit al camp del Dinamo de Tbilisi que va acabar amb derrota pel Saburtalo 4-3. Curiosament, en aquell partit va fer el segon gol del seu equip.
Després de cinc temporades al Saburtalo, es va consolidar com un dels millors migcampistes de l'Erovnuli Liga, ajudant l'Iberia 1999 la temporada 2024 a guanyar el títol de lliga i estant també entre els màxims golejadors amb vuit gols. Va jugar el seu últim partit amb la samarreta de l'Iberia 1999 el 19 d'agost de 2024. En aquell partit, l'Iberia 1999 va derrotar el Samtredia per 3-1.

### Ucraïna
El 23 d'agost del 2024, Shota Nonikashvili va signar un contracte amb el LNZ Cherkasy de la Premier League d'Ucraïna fins a finals de juny de 2027. Va debutar amb el seu nou club el 26 d'agost, en un partit de lliga a casa contra el Karpaty Lviv on el LNZ va guanyar per 2-1. Nonikashvili va sortir d'inici i va jugar fins el minut 73.
| Club            | País    | Any       | Partits | Gols |
| --------------- | ------- | --------- | ------- | ---- |
| FC Iberia 1999  | Geòrgia | 2020-2024 | 122     | 24   |
| FC LNZ Cherkasy | Ucraïna | 2024-     | 17      | 1    |

## Selecció georgiana
Després d'haver jugat a les categories inferiors, Nonikashvili va debutar amb la selecció absoluta de Geòrgia el 7 de setembre de 2024 en un partit de la Lliga de Nacions contra la República Txeca a l'estadi Mikheil Meskhi. Va substituir Otar Kiteishvili al minut 75 i Geòrgia va guanyar per 4-1.

## Palmarès

#### FC Saburtalo
- 1 Erovnuli Liga: 2024
- 2 Copes David Kipiani:: 2021, 2023